# Лавров, Андрей Сергеевич
Андрей Сергеевич Лавров (1 [13] сентября 1886, Старосеславино, Тамбовская губерния — 17 декабря 1936, Москва) — советский государственный деятель, председатель Тамбовского, Ново-Николаевского и Рязанского губисполкомов.

## Биография
Из мещан. С 1899 рабочий в Москве, с 1902 — на Путиловском заводе в Петербурге, в 1906—1916 работал в Тамбовской губернии, в Сибири, слесарь по строительному оборудованию. В 1917 году — унтер-офицер российской армии. Член РСДРП с 1905 года.
В ноябре 1917 года, прибыв в составе 216-го пехотного полка в Козлов (Мичуринск), сагитировал полк перейти на сторону советской власти.
- ноябрь 1917 председатель Козловского военно-революционного комитета (Тамбовская губерния)
- 1917 — 8.1918 председатель Козловского уездного исполкома
- 11.1918 — 10.1919 председатель Тамбовского уездно-городского исполкома
- 10.1919 — 1920 председатель Козловского уездного исполкома
- 1920 — 1.1921 заместитель председателя Тамбовской губернской ЧК
- 2 — 10.1921 председатель Тамбовского губисполкома
- 12.1921 — 6.1922 заведующий Омским губернским отделом управления
- 12.1921 — 6.1922 заместитель председателя Омского губисполкома
- 6 — 12.1922 председатель Ново-Николаевского губисполкома
- 12.1922 — 2.1923 в аппарате ВЦИК
- 2.1923 — 11.1927 председатель Армавирского окружного исполкома
- 5.1928 — 9.1929 председатель Рязанского губисполкома
- 9.1929 — 1.1930 председатель Рязанского окружного исполкома
- 12.1929 — 1.1931 заместитель народного комиссара социального обеспечения РСФСР
- 1.1931 — 1932 начальник Дальне-Восточного краевого комитета снабжения
- 1932 — 1.1933 на лечении (Москва)
- 1 — 11.1933 заведующий Днепропетровским областным отделом труда
- 1 — 5.1934 заместитель управляющего трестом «Союзсовхозснаб» (Москва)
- 5.1934 — 11.1935 председатель Пятигорского горисполкома
- 1.1936 — 17.12.1936 инструктор Президиума ВЦИК.

Член ВЦИК и ЦИК СССР. Делегат I—IV съездов Советов СССР.
Умер в Москве 17 декабря 1936 года. Имя Лаврова носят сухогруз, улица в Мичуринске и в Тамбове.